# Верхнее Волозеро (посёлок)
Верхнее Во́лозеро (карел. Vuoljärvi) — посёлок в составе Повенецкого городского поселения Медвежьегорского района Республики Карелия Российской Федерации.

## Общие сведения
Расположен на южном берегу озера Верхнее Волозеро.

## Население
| 2002 | 2009 | 2010 | 2013 |
| ---- | ---- | ---- | ---- |
| 186  | ↘154 | ↘97  | ↘90  |

## Улицы
- ул. Загородная
- ул. Лесная
- ул. Озерная
- ул. Центральная
- ул. Школьная